# William Alexander, Lord Stirling

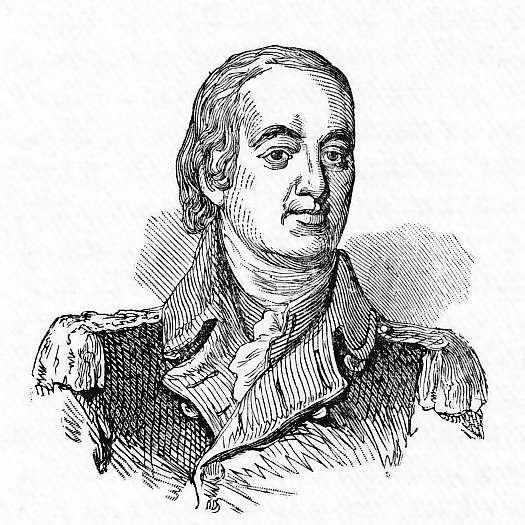
William Alexander, Lord Stirling (Harper’s Encyclopædia of United States History, 1905)

William Alexander, Lord Stirling (* 1726 in New York City; † 15. Januar 1783 in Albany) war ein schottisch-amerikanischer Generalmajor während des Amerikanischen Unabhängigkeitskrieges auf Seiten der Dreizehn Kolonien.

## Leben
William Alexander wurde 1726 als Sohn vom bedeutenden Anwalt und Politiker William Alexander (1690–1756) und Mary Alexander geboren. Er begann seine Karriere als ein Aide-de-camp vom Kolonialgouverneur der Province of Massachusetts Bay William Shirley während des French and Indian War. Nachdem er von 1757 bis 1761 zusammen mit Shirley in England lebte, beanspruchte Alexander den schottischen Adelstitel Earl of Stirling, dessen Hauptlinie 1739 ausgestorben war. Zwar akzeptierte ein Gericht in Edinburgh seinen Anspruch 1759, allerdings widersprach das House of Lords 1762 der Entscheidung. Trotzdem nannte sich Alexander „Lord Stirling“. Er wurde ein Mitglied des Provincial Council und der surveyor-general von der Kolonie New Jersey. Während der Amerikanischen Revolution war er auf Seiten der Patrioten und wurde nach dem Ausbruch des Amerikanischen Unabhängigkeitskriegs zu einem Colonel im November 1775. Im März des nächsten Jahres ernannte man ihn zum Brigadier General und beauftragte ihn mit der Befestigung von New York, die in der Schlacht von Long Island am 27. August 1776 angegriffen wurde. Er wurde in der Schlacht gefangen genommen, doch erlaubten seine Aktionen den Rückzug des Rests der Armee. Man tauschte ihn bald gegen einen anderen Gefangenen aus und beförderte ihn im Februar 1777 zum Major General. Darauf nahm er an den Schlachten von Germantown, Princeton, Brandywine und Monmouth teil und spielte eine bedeutende Rolle im Aufdecken der Conway-Kabale, worauf er dem Militärgericht von Charles Lee vorstand. Oktober 1781 wurde er in Erwartung von einer britischen Invasion aus Kanada mit der Befestigung von Albany beauftragt, wo er am 15. Januar 1783 starb.